# Raymond Van Uytven
Raymond Van Uytven (Leuven, 1 februari 1933 - Halle-Booienhoven, 20 december 2018) was een Belgisch historicus, gewoon hoogleraar aan de Katholieke Universiteit Leuven en de Universiteit Antwerpen. Hij werd een voorname historicus van het hertogdom Brabant, alsook een deskundig onderzoeker naar de eet- en drinkgewoonten door de eeuwen heen en meer bepaald betreffende het bier, dat hij optilde tot een object voor wetenschappelijk onderzoek.

## Levensloop
Van Uytven studeerde aan de Katholieke Universiteit Leuven. In 1959 promoveerde hij tot doctor in de geschiedenis met een proefschrift gewijd aan de economie en financies van de stad Leuven van de twaalfde tot de zestiende eeuw.
Na enkele jaren als archivaris te hebben gewerkt op het Belgisch Algemeen Rijksarchief, werd hij docent en vervolgens gewoon hoogleraar aan de Katholieke Universiteit Leuven en vervolgens ook aan de Universiteit Antwerpen. In 1998 ging hij met emeritaat, wat echter niet het einde betekende van zijn onderzoeks- en publicatieactiviteiten.
Van Uytven werd een erkend deskundige betreffende de geschiedenis van het hertogdom Brabant in de middeleeuwen en tot in de zestiende eeuw. Hij publiceerde talrijke boeken en artikelen over de Brabantse geschiedenis, gebaseerd op grondig archiefonderzoek. Hij bereikte steeds duidelijke conclusies waarbij hij vaak bestaande visies en interpretaties bijstuurde of zelfs onderuit haalde. Hoogtepunt hierin was de onder zijn hoofdredacteurschap tot stand gekomen Geschiedenis van Brabant van het hertogdom tot heden uit 2004. Dit eerste moderne geschiedeniswerk over het hele hertogdom, zowel in het Nederlands als in het Frans gepubliceerd, was een initiatief van de stichting De Brabantse Stad, waarvan hij de drijvende kracht en voorzitter was.
Een tweede onderzoeksterrein was dat van de eet- en drinkgewoonten door de eeuwen heen. De nabijheid van de brouwerijen Stella Artois brachten hem ertoe om zijn onderzoek onder meer te richten op de bierproductie en -verbruik. Daar waar meestal slechts commerciële of folkloristische belangstelling voor de biergeschiedenis was betoond, maakte hij deze essentiële drank tot onderwerp van wetenschappelijk onderzoek.

## Publicaties
- Een statistische bijdrage tot de geschiedenis van de linneninvoer in Engeland in de laatste jaren der XIVde eeuw, in het bijzonder vanuit de Nederlanden, in: Bijdragen tot de Geschiedenis, 1961.
- Plutokratie in de 'oude democratieën' der Nederlanden, in: Handelingen der Koninklijke Zuidnederlandse Maatschappij voor taal en letterkunde en geschiedenis, 1962.
- Peter Couthereel en de troebelen te Leuven van 1350 tot 1363, in: Mededelingen van  de Geschied- en Oudheidkundige Kring voor Leuven en Omgeving, 1963.
- Standenprivileges en -beden onder Jan I 1290-1293, in: Belgisch Tijdschrift voor Filologie en Geschiedenis, 1966.
- Wereldlijke overheid en reguliere geestelijkheid in Brabant tijdens de late middeleeuwen, in: Revue d'histoire ecclésiastique, 1968.
- Nieuwe bijdrage tot de studie der Leuvense tapijtwevers XIVde-XVIde eeuw, in: Arca Lovaniensa, 1972.
- Vorst, adel en stedenː een driehoeksverhouding in Brabant, van de twaalfde tot de zestiende eeuw, in: Bijdragen tot de Geschiedenis, 1976.
- Aspecten van de middeleeuwse stadsgeschiedenis in het noorden van het hertogdom Brabantːhet recht van Leuven en van 's Hertogenbosch, Tilburg, 1982.
- Het recht van Leuven en 's Hertogenbosch bij het begin van de dertiende eeuw, in: Tijdschrift voor Geschiedenis, 1983.
- In een plaats die 'Lovon' wordt genoemd. 1100 jaar Leuven, 1984.
- Vroege inbreuken op de braak in Brabant en de intensieve landbouw in de Zuidelijke Nederlanden tijdens de dertiende eeuw in: Tijdschrift van de Belgische vereniging voor aardrijkskundige studies, 1984.
- "Altyt siet dat eynde aen". Een gedicht over de 'kreystersopstand' in 's Hertogenbosch in 1525, in: Cultuurgeschiedenis in de Nederlanden, van de Renaissance naar de Romantiek, Leuven, 1988.
- Splendour or Wealth: Art and Economy in the Burgundian Netherlands, in: Transactions of the Cambridge Bibliographical Society, 1992.
- Les moyennes et petites villes dans le Brabant septentrional avant 1400, Luxembourg, 1992.
- La conjoncture commerciale et industrielle aux Pays-Bas bourguignons: une récapitulation, in: Les Pays-Bas bourguignons, Mélanges A. Uyttebrouck, Brussel, 1886.
- Landtransport durch Brabant im Mittelalter und im 16 Jahrhundert, in: Trierer Historische Forschungen, 1997.
- De zinnelijke middeleeuwen, 1998.
- Bier und Brauer in Brabant und Flanders, in: Bierkultur am Rhein und Maas, Bonn, 1998.
- Showing off one's rank in the Middle Ages, in Showing Status: Representation of Social Positions in the Late Middle Ages, edited by Wim Blockmans (Turnhout, 1999).
- Studies over Brabantse kloostergeschiedenis, Brussel, Algemeen Rijksarchief, 1999.
- Die Städtelandschaft des mittelalterlichen Herzogtums Brabant in: Trierer Historische Forschungen, 2000.
- Production and Consumption in the Low Countries, 13th-16th Centuries, Aldershot, 2001.
- Van buitengewone beden tot accijnsoctrooien in het laatmiddeleeuwse Brabant, in: Bijdragen voor het Archief- en Bibliotheekwezen in België, 2001.
- De papegaai van de paus. Mens en dier in de Middeleeuwen, Leuven, Davidsfonds, 2003.

Als uitgever:
- Leuven 'de beste stad van Brabant', deel I, Leuven, 1980.
- De geschiedenis van Mechelen. Van Heerlijkheid tot Stadsgewest, Tielt, Lannoo, 1991.
- Geschiedenis van Brabant, van het hertogdom tot heden, Zwolle, Waanders & Leuven, Davidsfonds, 2004.
- De 25 dagen van Vlaanderen, Zwolle, Waanders,  2004.
- Geschiedenis van de dorst: Twintig eeuwen drinken in de Lage Landen, Leuven, Davidsfonds, 2007
- Smaken verschillen. Over tafelen en mode in West-Europa van 500 tot nu, Leuven, Davidsfonds, 2010.